# Cieux
Cieux [sjø] (okzitanisch: Síus) ist eine französische Gemeinde mit 1.001 Einwohnern (Stand: 1. Januar 2022) im Département Haute-Vienne in der Region Nouvelle-Aquitaine. Sie gehört zum Arrondissement Bellac und zum Kanton Bellac. Die Einwohner nennen sich „Ciellois“.

## Geographie, Geologie
Cieux liegt etwa 22 Kilometer nordwestlich von Limoges in einer Seenlandschaft am Südfuß der Monts de Blond. Umgeben wird Cieux von den Nachbargemeinden Blond im Norden, Vaulry im Nordosten, Chamboret im Osten, Peyrilhac im Südosten, Oradour-sur-Glane im Süden, Javerdat im Südwesten und Westen sowie Montrol-Sénard im Westen und Nordwesten.
Der Cieux-Vaulry-Granit ist ein Teil der Limousin-Tonalitlinie.

## Bevölkerungsentwicklung
| Jahr                       | 1962 | 1968 | 1975 | 1982 | 1990 | 1999 | 2006 | 2012 | 2020 |
| Einwohner                  | 1162 | 1126 | 1027 | 971  | 943  | 897  | 982  | 946  | 1002 |
| Quellen: Cassini und INSEE |      |      |      |      |      |      |      |      |      |

## Sehenswürdigkeiten
- Kirche Saint-Pierre
- Menhir von Arnac und Menhir von Ceinturat, beide Monument historique
- Rocher des Fées (Cieux), Abri
- Der Dolmen des Termisseaux liegt etwa 400 m östlich des Dorfes „La Betoulle“, südlich von Cieux.
- Die Seen Le Brudoux, Cieux und Fromental
- Die Kapelle von Le Bois-du-Rat aus dem 12. Jahrhundert

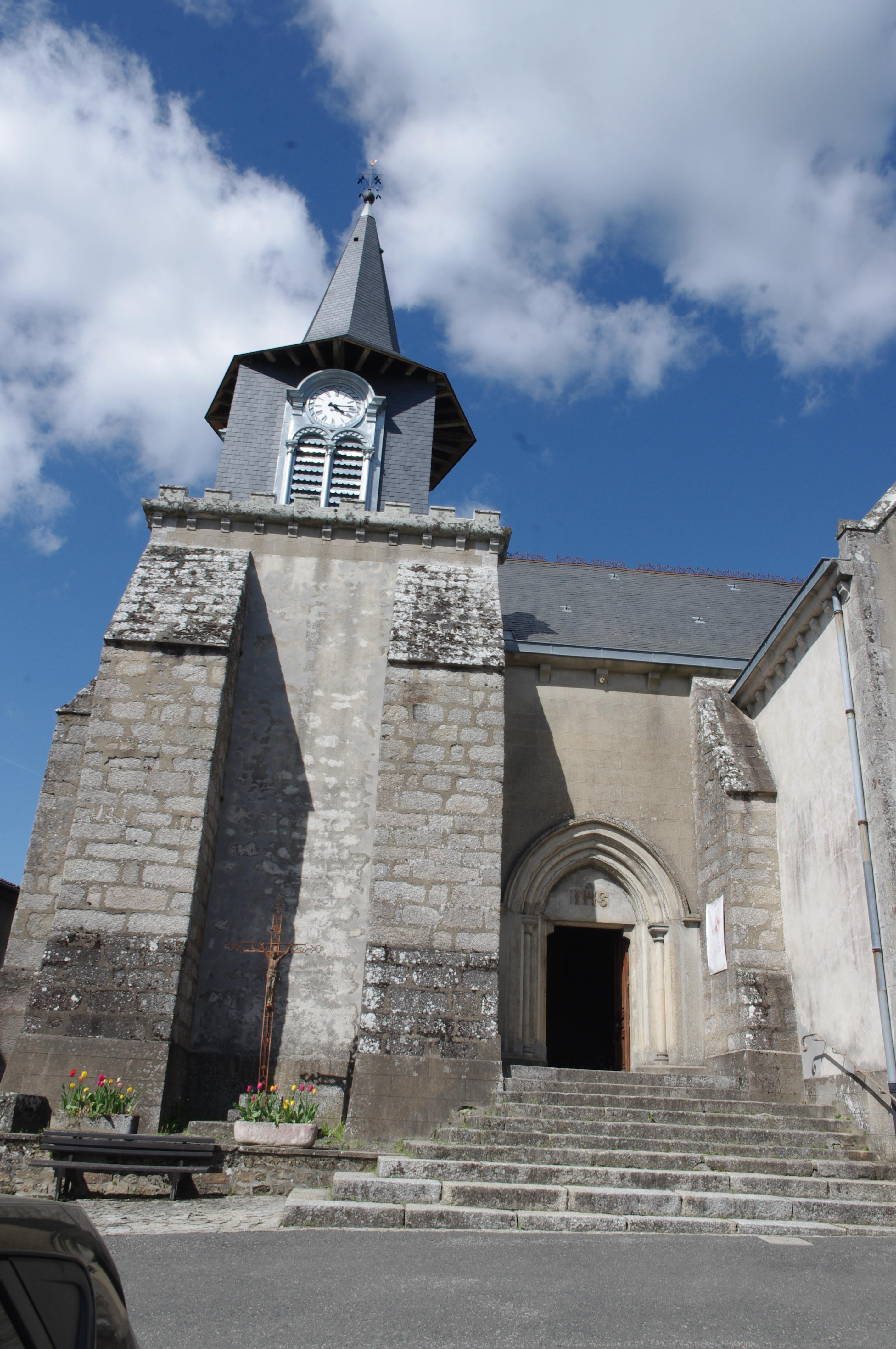
Kirche Saint-Pierre
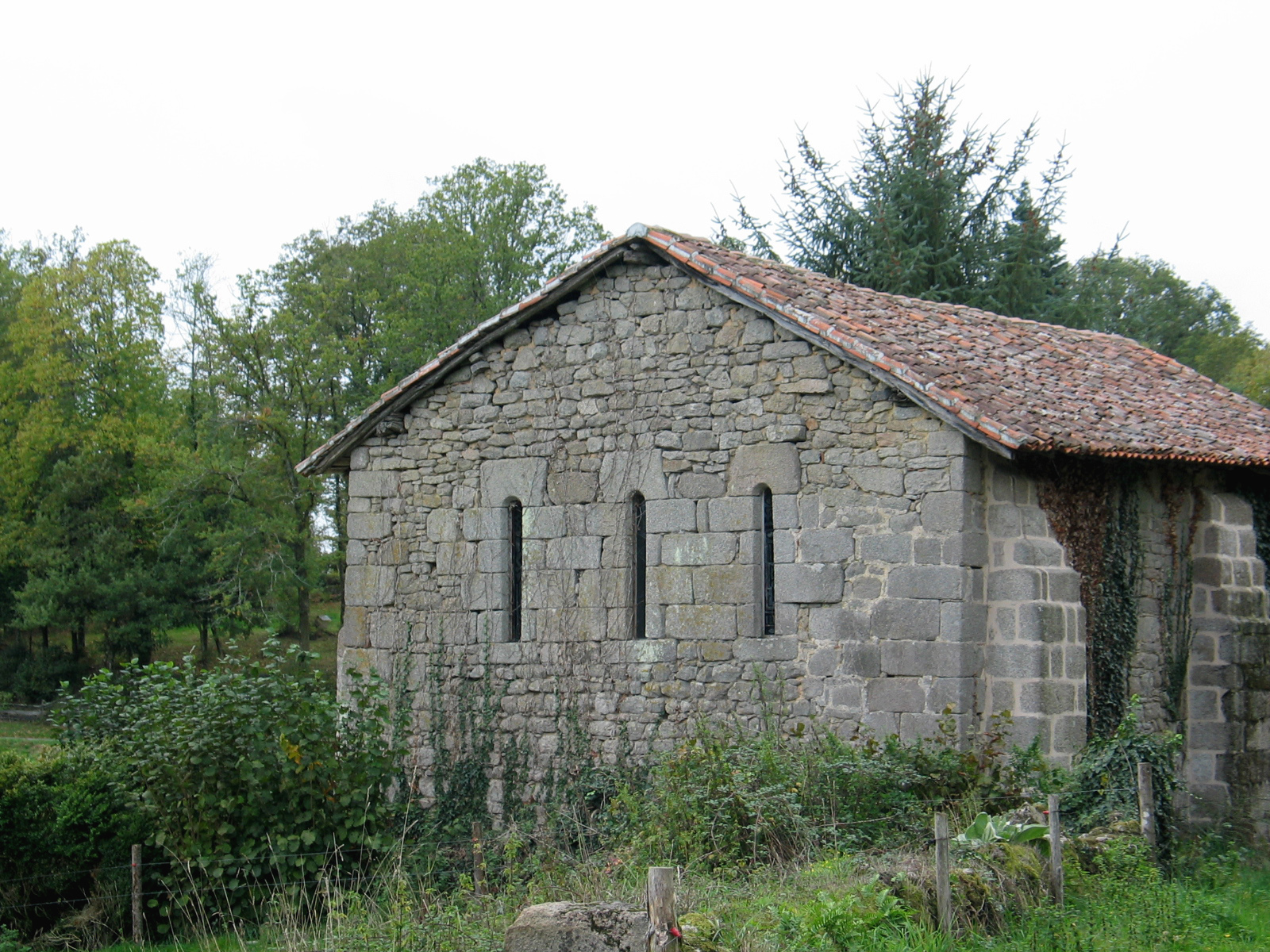
Kapelle Le Bois-du-Rat
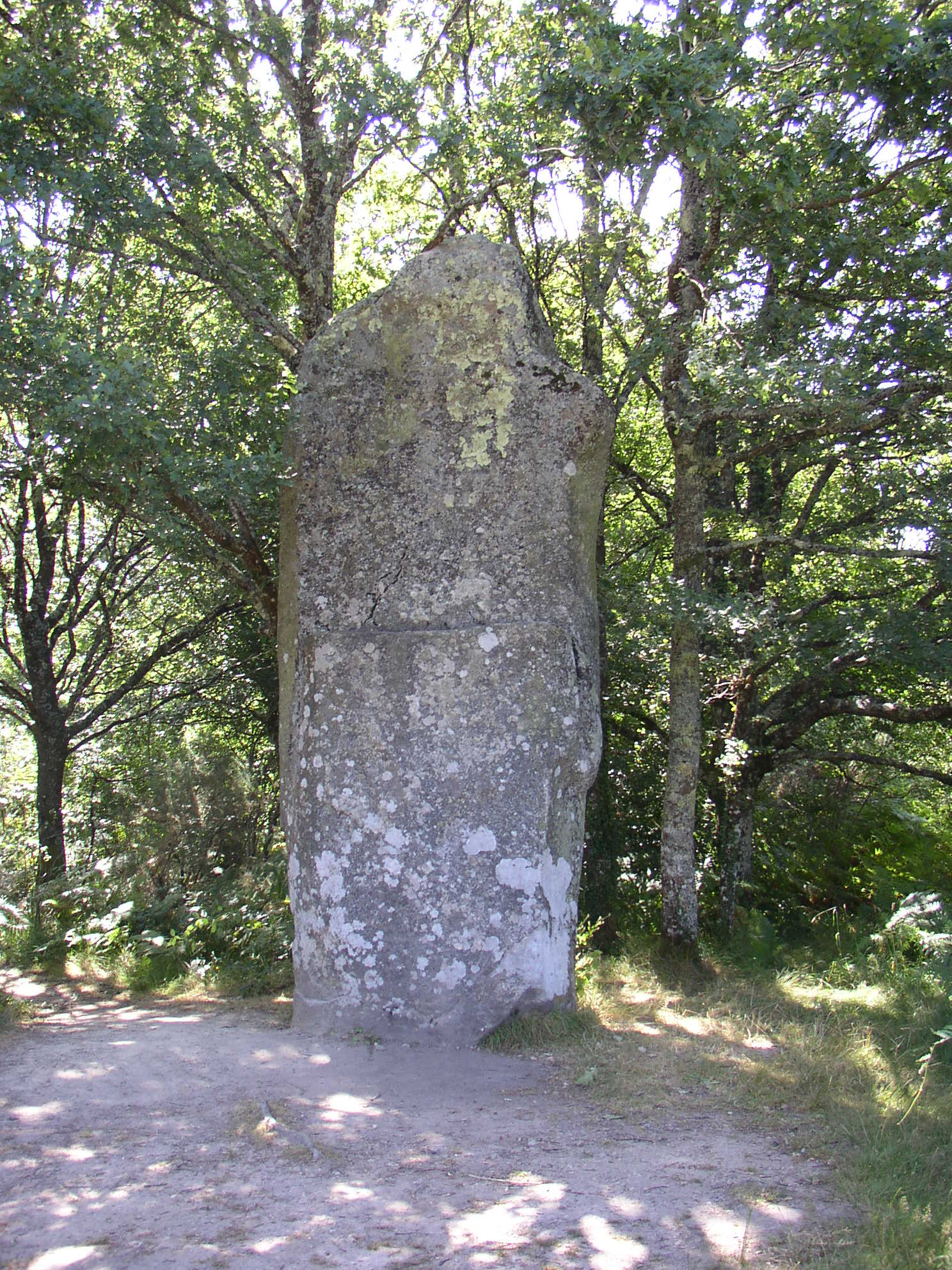
Menhir von Ceinturat
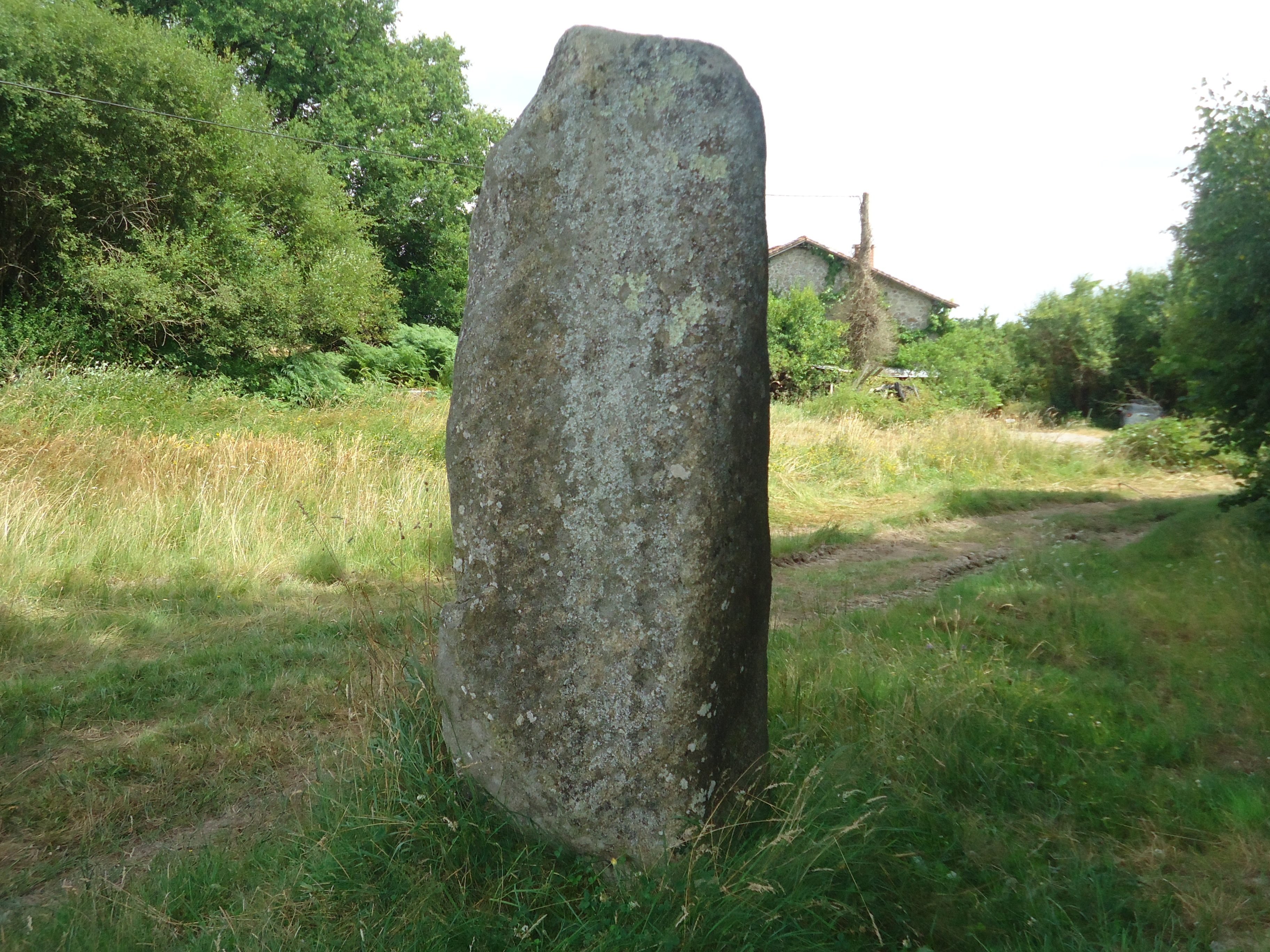
Menhir Arnac
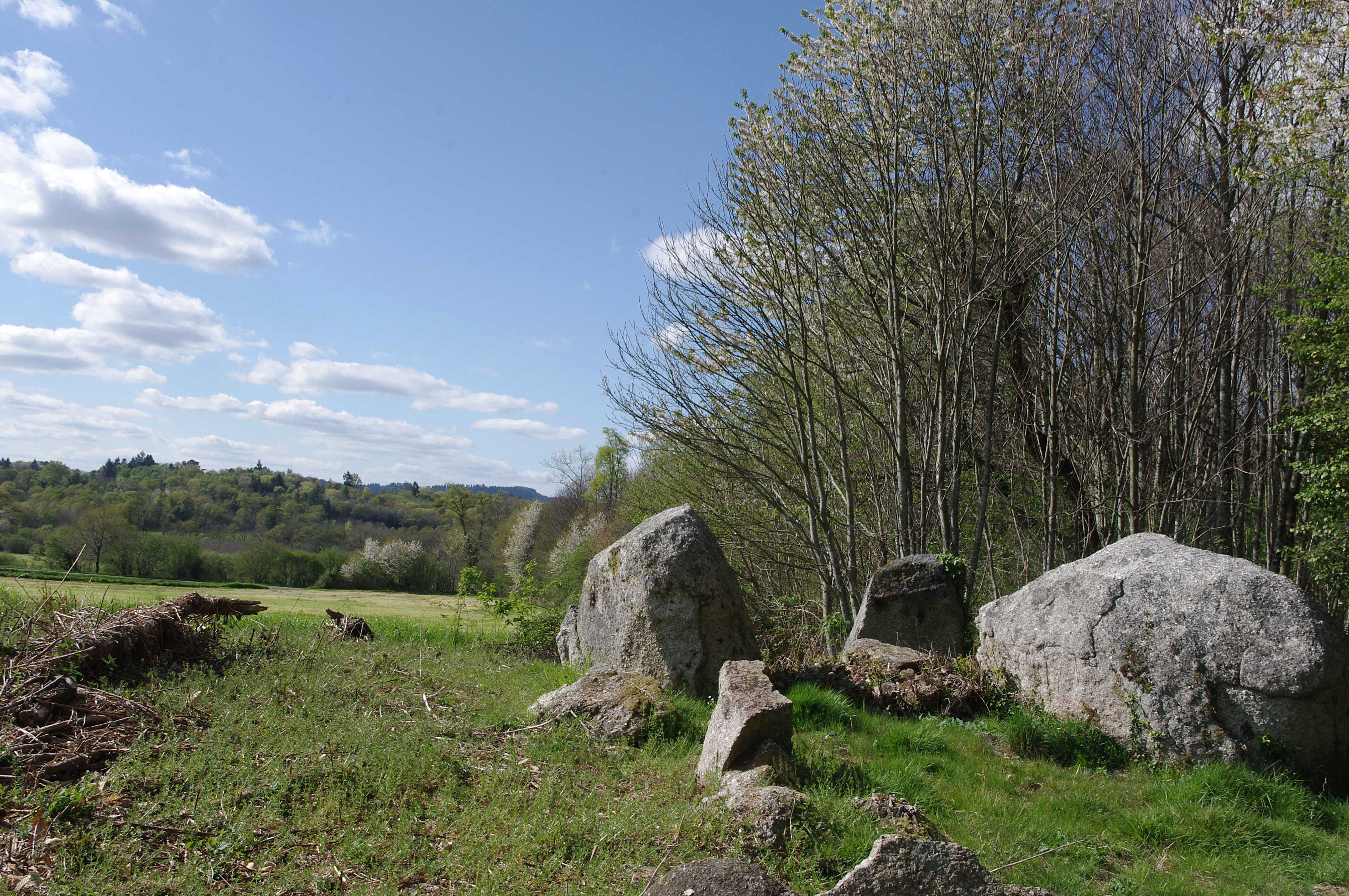
Dolmen des Termisseaux
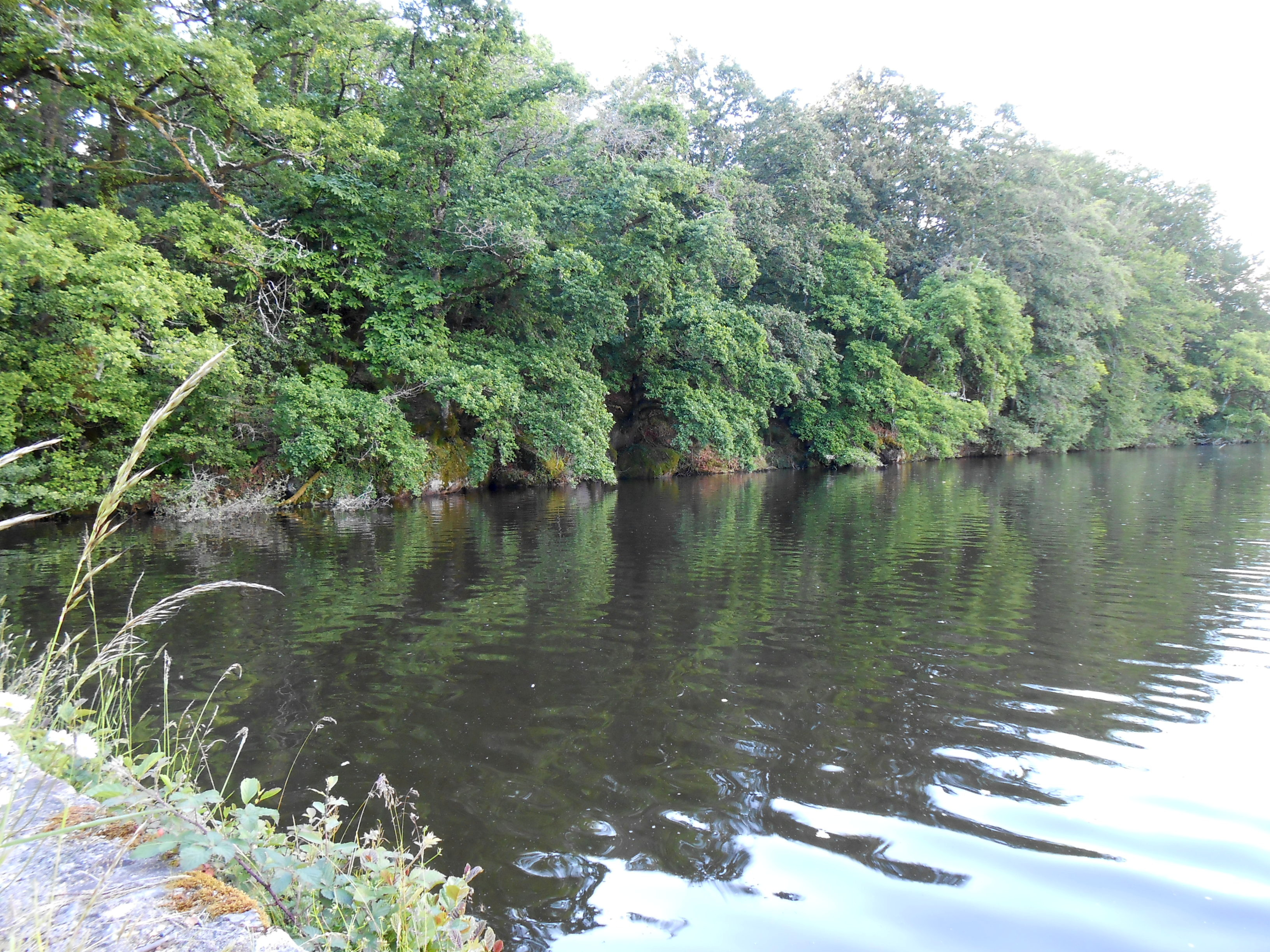
See Fromental
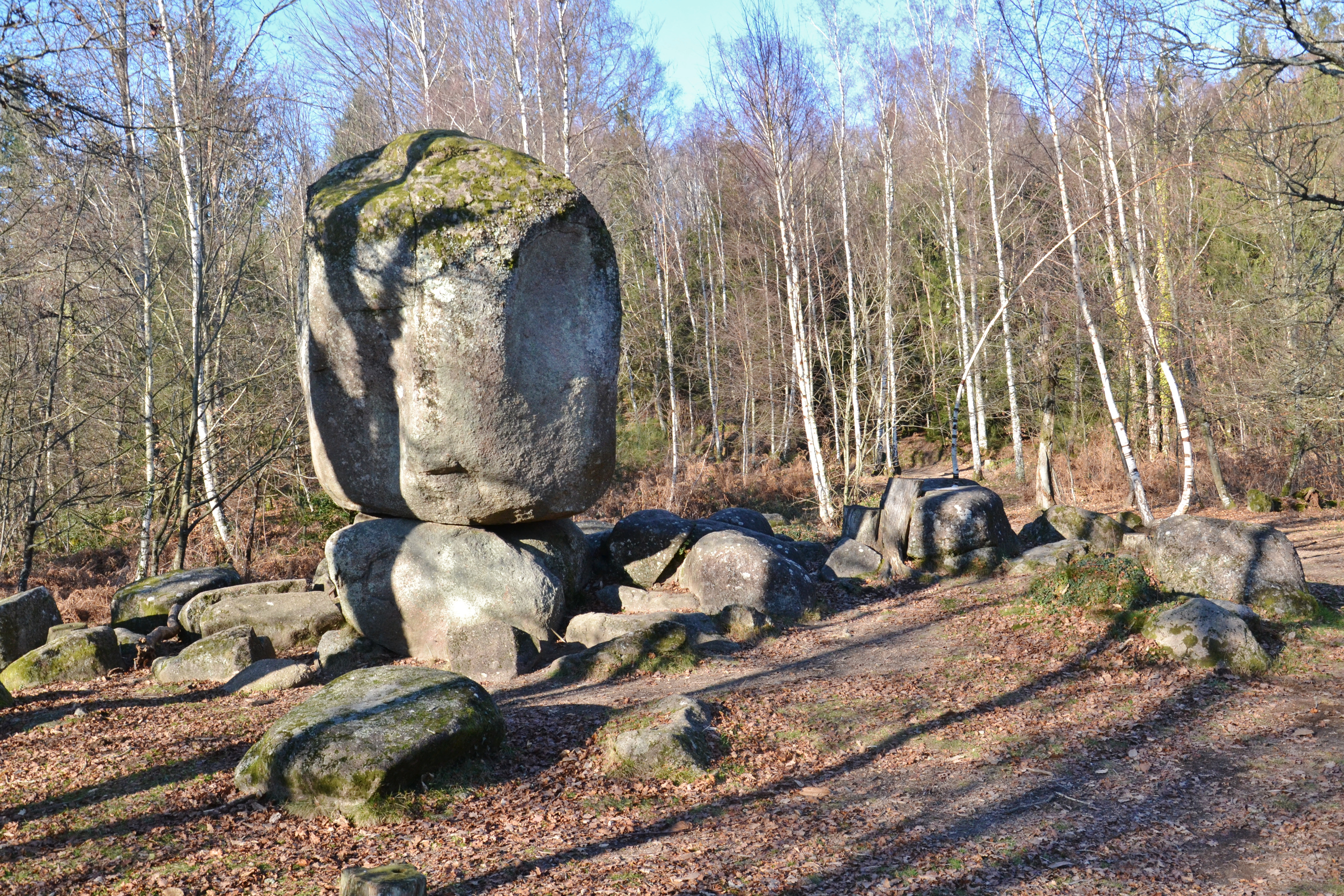
Wackelstein von Boscartus

## Persönlichkeiten
- Jean-Baptiste Dalesme (1763–1832), Brigadegeneral
- André Raynaud (1904–1937), Radrennfahrer